# Dan Didio
Dan DiDio (Nueva York, 13 de octubre de 1959) es un guionista de cómics y editor estadounidense, que ha trabajado en la industria del cómic y de la televisión. Desde febrero de 2010 hasta febrero de 2020 fue el coeditor en jefe de DC Comics, junto al dibujante Jim Lee. Wizard magazine le reconoció como «Hombre del Año» en 2003 por su trabajo en el Universo DC.

## Carrera

### Televisión
Antes de empezar en DC Comics DiDio trabajó en la televisión a partir de 1981. DiDio fue guionista freelance y editor de historias para Mainframe Entertainment, trabajando específicamente en ReBoot y War Planets.

### DC Comics
DiDio se incorporó a DC Comics en enero de 2002, como Vicepresidente editorial, así como guionista de Superboy (números 94 a 00). Fue promovido a Vicepresidente ejecutivo y supervisor de historias del Universo DC en octubre de 2004. Desde 2006, DiDio ha escrito una columna semanal llamada DC Nation, que aparece en la última página de la mayoría de los comics DC. Originalmente, la columna se vinculaba a la publicación semanal 52, un proyecto que supervisó. El 18 de febrero de 2010, la Presidenta de DC Entertainment, Diane Nelson, nombró a DiDio Coeditor en jefe de DC Comics, junto a Jim Lee.
Dan DiDio volvió a escribir cómics con pequeñas historias para los especiales de Halloween de 2008 2009; y para el especial de Navidad de 2009. En 2009, volvió a escribir cómics habitualmente con el complemento semanal, protagonizado por los Metal Men, Wednesday Comics. En enero de 2010, DiDio escribió la historia de complemento de Weird Western Tales para el crossover La Noche más oscura, y se convirtió en el guionista regular de The Outsiders. Como coeditor en jefe, supervisó el reinicio de todos los títulos del Universo DC y fue el guionista de la serie OMAC junto a Keith Giffen. DiDio eacribió un  historia protagonizada por los Challengers of the Unknown para DC Universe Presents, dibujada por Jerry Ordway. En septiembre de 2012, se empezó a publicar una serie protagonizada por El Fantasma Errante, escrita por DiDio y dibujada por Brent Anderson. DiDio y Keith Giffen re reunieron para realizar Infinity Man and the Forever People en 2014. En 2018, DiDio, junto con el escritor Justin Jordan y el dibujante Kenneth Rocafort crearon la serie Sideways como parte de la línea de DC Comics llamada Dark Matter, surgida de los eventos ocurridos en la serie Dark Night: Metal.
El 21 de febrero de 2020, se da la noticia de que DiDio deja el cargo de coeditor de DC Comics después de diez años en el puesto. La compañía no ha dado una razón oficial en el que justifique esta decisión, aunque se empezó a realizar reestructuración interna que comenzó el mes anterior, y que varios altos ejecutivos fueron despedidos de la compañía. Sin embargo, el sitio web Bleeding Cool informó que Didio fue despedido.